# 日俄邊界
日俄邊界是事實上的海上邊界，分隔了兩國的領海。據俄羅斯邊境管理局數據，該邊界長194.3公里（120.7 英里）。 
兩國並沒有共同的陸地邊界，但1905 年至 1945 年期間，庫頁島被日本與俄羅斯帝國（後來的蘇聯）分治。

## 歷史
過去200年來，俄羅斯和日本的邊界幾經變更。1855年的《下田條約》分治千島群島，劃定了南部日本擇捉島和北部俄羅斯得魯普島之間的海上邊界。該條約並未確定庫頁島的地位。

## 領土爭端
日本聲稱對南千島群島（即擇捉島、色丹島、國後島和齒舞群島）擁有主權。這些島嶼於1945年被蘇聯佔領，並劃歸薩哈林州。俄羅斯則視這些島嶼為俄羅斯不可分割的一部分。